# Friedrich Wilhelm Willmann
Friedrich Wilhelm von Willmann (Gramzda, 1746. június 13. – Karja, 1819. február 1.) balti német evangélikus lelkész, író, fordító.

## Élete
Apja Friedrich Wilhelm Willmann építész volt. 1766 és 1768 közt a Göttingeni Egyetemen hallgatott teológiát, ezután 1768 és 1769 közt a Königsbergi Egyetemen tanult, ahol többek közt Immanuel Kant hallgatója volt. Tanulmányai után rövid ideig tanárként tevékenykedett, majd 1772-től a Saaremaa-szigeti Karja kisegítő lelkipásztora lett. 1805-ben elhagyta hivatalát, 1810-ig Kuressaare-ban élt, 1806-ban pedig külföldre távozott. Élete utolsó éveit vidéken, nem messze Karjától töltötte.
Különféle ismeretterjesztő írásokat írt, legnagyobb sikere Juttud ja teggud (párhuzamos címe: Fabeln und Erzählungen) című, észt-német munkájának volt. A mű 51 mesét, 38 novellát és 125 rejtvényt tartalmazott. Első kiadása 1782-ben jelent meg, ezt három, részben a szerző tudta nélkül megjelent kiadás követte (1787, 1804 és 1838). A munka egyik szerkesztője Otto Reinhold von Holtz volt, aki Willmann, Friedrich Gustav Arvelius és Georg Gottfried Marpurg mellett az észt irodalom egyik legjelentősebb balti német úttörője volt. Maga a mű egy hasonló, 1766-ban megjelent lett nyelvű munka alapján készült, amelyet Gotthard Friedrich Stender írt és szerkesztett, s amely a világi lett irodalom egyik alapja lett. Stender a maga részéről német mintákat követett munkájában. Willmann könyvének egyértelműen didaktikus jellege van, ami abból is látszik, hogy minden egyes történet végén kifejti annak erkölcsi tanulságait. Feltehetőleg nem volt túl jó véleménnyel az észtekről, például úgy vélte, hogy el kell nekik például azt is magyaráznia, hogy az állatok korábban nem beszéltek még akkor sem, ha egyes mesékben ez így is van.

## Munkái
- Juttud ja teggud / kui ka Monningad Öppetussed mis maiapiddamisse pärrast tarwis lähtwad, (német címe: Fabeln und Erzählungen zur Verbeßerung des Wizzes und Sitten der Ehsten, nebst einem Anhang von oeconomischen Regeln…) Tallinn: Lindworsse kirjadega 1782.
- Ellamisse-Juhhataja, Tallinn: Iwerseni ja Wemeri kirjadega 1793.

## Fordítás
- Ez a szócikk részben vagy egészben  a   Friedrich Wilhelm Willmann című német Wikipédia-szócikk ezen változatának fordításán alapul.  Az eredeti cikk szerkesztőit annak laptörténete sorolja fel. Ez a jelzés csupán a megfogalmazás eredetét és a szerzői jogokat jelzi, nem szolgál a cikkben szereplő információk forrásmegjelöléseként.